# Larry Coryell
Pour les articles homonymes, voir Coryell.
Lorenz Albert Van DeLinder III, dit Larry Coryell, est un guitariste américain, né le 2 avril 1943 à Galveston (Texas) et mort le 19 février 2017 à New York (État de New York).
Ce virtuose de la guitare électrique touche à tous les styles : jazz, rock, classique, et est un des pionniers du jazz fusion. Il joue la guitare acoustique ainsi que l'électrique, en témoigne le DVD Meeting Of The Spirits avec The Guitar Trio, formé de John McLaughlin et Paco de Lucia, sorti en 2019 mais enregistré au Royal Albert Hall de Londres, le 14 février 1974.
Cet article a été en partie traduit du wikipedia anglophone consacré a Larry Coryell.

## Biographie
Après des études à Richland dans l'État de Washington, Larry Coryell intègre l'université de Washington à Seattle. En 1965, Larry Coryell s'installe à New York où il devient membre du quintet du batteur Chico Hamilton, en remplacement de Gábor Szabó. En 1967 et 1968, il enregistre avec Gary Burton. À la fin des années 1960, sa musique combine les influences du rock, du jazz et de la musique asiatique. Il forme son groupe de jazz-rock The Eleventh House (en) en 1973.
Après la séparation du groupe en 1976, il joue essentiellement de la guitare acoustique, mais retournera à la guitare électrique dans les années 1980. En 1979, Larry Coryell forme "The Guitar Trio" avec les guitaristes John McLaughlin et Paco de Lucía. Quelques années plus tard, il sera remplacé par Al Di Meola.
Il a joué avec Paco de Lucía, Eric Clapton, Carlos Santana, Jimi Hendrix, Rory Gallagher, Pat Metheny, Al Di Meola, John Abercrombie, Larry Carlton, John Scofield, Kazumi Watanabe, Ralph Towner ; Steve Kuhn, Billy Cobham, Elvin Jones, Steve Gadd, Lenny White, Mitch Mitchell, Tony Williams ; Sonny Rollins et Steve Lacy, Don Cherry, Stéphane Grappelli, Chick Corea, Larry Young, Charles Mingus, Miroslav Vitouš, Ron Carter, Jack Bruce, Charlie Haden, Biréli Lagrène, Richard Bona, Hariprasad Chaurasia, Marcel Dadi, etc.
Il est le père du guitariste Julian Coryell.

## Jeunesse
Larry Coryell est né à Galveston, Texas, États-Unis. Il n'a jamais connu son père biologique, un musicien lui aussi. Il a été élevé par son beau-père Gene, un ingénieur chimiste, et sa mère Cora, qui l'a encouragé à apprendre le piano à l'âge de quatre ans.
À l'adolescence, il passe à la guitare. Après que sa famille soit déménagé à Richland, Washington, il a pris des cours avec un professeur qui lui a prêté des albums de Les Paul, Johnny Smith, Barney Kessel et Tal Farlow. Lorsqu'on lui a demandé quels albums de guitare jazz l'avaient influencé, Coryell a cité On View at The Five Spot Cafe de Kenny Burrell, Red Norvo with Strings et The Incredible Jazz Guitar de Wes Montgomery. Il aimait le blues et la musique pop et a essayé de jouer du jazz à l'âge de dix-huit ans. Il a dit qu'entendre Wes Montgomery avait changé sa vie.
Coryell est diplômé du Richland High School, où il a joué dans des groupes locaux, les Jailers, les Rumblers, les Royals et les Flames. Il a également joué avec les Checkers de Yakima. Il a ensuite déménagé à Seattle pour fréquenter l'Université de Washington.

## Carrière
En septembre 1965, Coryell a déménagé à New York, où il a fréquenté la Mannes School of Music. Après avoir aménagé à New York, il a écouté des compositeurs classiques tels que Bartók, Debussy, Ravel, Stravinsky et Chostakovitch.
Il a remplacé le guitariste Gábor Szabó dans le quintette de Chico Hamilton. En 1967-1968, il enregistre avec Gary Burton. Au milieu des années 1960, il a joué avec les Free Spirits, le premier groupe avc lequel il a enregistré. Sa musique à la fin des années 1960 et au début des années 1970 combinait rock, jazz et musique orientale.
Dans les années 1970, il dirige le groupe Foreplay avec Mike Mandel, un ami d'enfance, bien que les albums de cette période, Barefoot Boy, Offering et The Real Great Escape, ne soient crédités qu'à Larry Coryell. Le groupe inclut Mike Mandel au piano, Mervin Bronson à la basse, Steve Marcus au saxophone, Roy Haynes à la batterie et Lawrence Killian ainsi que Harry Wilkinson aux percussions et bien sûr Larry Coryell à la guitare. Il a par la suite formé The Eleventh House en 1973 avec Randy Brecker au cor français et à la trompette, Mike Mandel aux claviers, le bassiste Danny Trifan et le batteur Alphonse Mouzon.
Il enregistre deux albums en duo de guitare avec Philip Catherine. En 1979, il forme The Guitar Trio avec John McLaughlin et Paco de Lucia. Le trio a fait une brève tournée en Europe, publiant une vidéo enregistrée au Royal Albert Hall de Londres intitulée Meeting of Spirits. Au début de 1980, la toxicomanie de Coryell l'a conduit à être remplacé par Al Di Meola. Il a enregistré avec la guitariste Emily Remler, décédée en 1990. À partir de 2010, Coryell a tourné et enregistré par intermittence avec un trio qui comprenait le pianiste John Colianni, ainsi que les bassistes Daryl Johns et Jim Cammack. Depuis 2011, Larry jouait en duo avec le guitariste fusion Roman Miroshnichenko.

## Vie privée
Coryell a d'abord été marié à l'écrivain-actrice Julie Nathanson, fille de l'actrice Carol Bruce. Elle est apparue sur les jaquettes de plusieurs de ses albums (dont Lady Coryell, Larry Coryell at the Village Gate et The Lion and the Ram) et a écrit plus tard le livre Jazz-Rock Fusion, qui était basé sur des entretiens avec de nombreux pairs de Coryell, y compris Chick Corea et John McLaughlin. Elle a également chanté par intermittence avec Coryell, dont un morceau de l'album Comin' Home de 1984. Le couple a eu deux fils (Murali Coryell (né en 1969) et Julian Coryell (né en 1973), tous deux guitaristes professionnels) avant de divorcer en 1985. Par la suite, il a eu une brève histoire d'amour avec sa collègue guitariste de jazz et collaboratrice artistique Emily Remler. En 1988, il s'est remarié avec Mary (Molly) Schuler, originaire du Connecticut ; ils ont divorcé en 2005. Sa veuve est Tracey Coryell. Ils se sont mariés à Orlando, en Floride (où il a résidé plus tard dans la vie) en 2007. Tracey est une chanteuse/auteure-compositrice /interprète qui est apparue sur l'album Laid, Back & Blues de Larry en 2006 sur Rhombus Records. Coryell a enregistré une des compositions de Tracey, "First Day of Autumn" sur son album The Lift en 2013 sur Wide Hive Records.
Après avoir surmonté ses dépendances à l'alcool et à l'héroïne, Coryell a pratiqué le bouddhisme de Nichiren. Il a également tenté d'introduire Remler (qui a lutté contre la dépendance aux opioïdes jusqu'à sa mort en 1990) à un mode de vie plus sain, comme en témoignent le jogging et la prise de vitamines.
En novembre 2016, Coryell a condamné Donald Trump à la suite de son élection à la présidence des États-Unis. « C'est une situation inacceptable », a-t-il déclaré à Bill Milkowski de DownBeat. "Nous ne pouvons pas laisser tout le travail que nous avons fait en tant que musiciens de jazz pour aider les relations entre les gens … nous ne pouvons pas laisser tout cela aller en enfer. Et c'est ce que cette élection va faire. Cela nous ramènera dans le noir Les gens penseront que c'est OK d'avoir à nouveau des préjugés. Eh bien, je ne l'accepte pas. Nous devons nous lever. … [Trump est] un imposteur, un colporteur, et il doit partir. Et parce que je suis un bouddhiste, je vais chanter à ce sujet et essayer de transformer le poison en médicament, et aller de plus en plus profondément dans ma musique."
Peu de temps après la publication de ces commentaires, Coryell a écrit à Downbeat pour s'excuser et se rétracter : « Je ne suis plus en colère contre l'élection ; je l'accepte. J'ai des amis musiciens qui n'ont pas voté pour moi. dans l'article, que leurs votes n'étaient pas sincères ou illégitimes... De plus, et c'est très important, je crois que j'ai la responsabilité de transcender la politique, en me concentrant plutôt sur la recherche de moyens de toucher le cœur des gens à travers la musique. Je ne veux jamais oublier tous les grands musiciens qui m'ont encadré dans l'art de faire preuve de retenue face à des sujets brûlants ; ces hommes et ces femmes m'ont conseillé de faire preuve de discrétion, et d'avoir une humanité exemplaire. . . Mes propos n'ont en rien fait avancer la cause de notre musique . Je m'excuse."

## Décès
Coryell est décédé d'une insuffisance cardiaque le dimanche 19 février 2017 dans une chambre d'hôtel à New York à l'âge de 73 ans. Il s'était produit au Iridium Jazz Club de Manhattan les deux jours précédents.

## Discographie

### Comme Leader
- Lady Coryell (Vanguard Apostolic, 1969)
- Coryell  (Vanguard Apostolic, 1969)
- Spaces (Vanguard Apostolic, 1970)
- Fairyland (Mega, 1971)
- Larry Coryell at the Village Gate (Vanguard, 1971)
- Barefoot Boy (en) (Flying Dutchman, 1971)
- Offering (Vanguard, 1972)
- The Real Great Escape (Vanguard, 1973)
- Introducing Eleventh House with Larry Coryell (Vanguard, 1974)
- The Restful Mind (Vanguard, 1975)
- Planet End (Vanguard, 1975)
- Level One (Arista, 1975)
- Basics (Vanguard, 1976)
- The Lion and the Ram (Arista, 1976)
- Aspects (Arista, 1976)
- Two for the Road with Steve Khan (Arista, 1977)
- Twin House with Philip Catherine (Elektra, 1977)
- Back Together Again with Alphonse Mouzon (Atlantic, 1977)
- Difference (Egg, 1978)
- Better Than Live with the Brubeck Brothers (Direct-Disk Labs, 1978)
- European Impressions (Arista Novus 1978)
- At Montreux with Eleventh House (Vanguard, 1978 Recorded July 4, 1974)
- Standing Ovation: Solo (Mood, 1978)
- Splendid with Philip Catherine (Elektra, 1978)
- Return (Vanguard, 1979)
- Tributaries (Arista Novus, 1979)
- Live! with Philip Catherine, Joachim Kühn, (Elektra, 1980)
- Boléro (Philips, 1981)
- The Larry Coryell/Michael Urbaniak Duo (Keytone, 1982)
- Scheherazade (Philips, 1982)
- L'Oiseau de Feu, Petrouchka (Philips, 1983)
- Facts of Life with Michał Urbaniak (SWS, 1983)
- Just Like Being Born with Brian Keane (Flying Fish, 1984)
- Comin' Home (Muse, 1984)
- Together with Emily Remler (Concord Jazz, 1985)
- Equipoise (Muse, 1986)
- Dedicated to Bill Evans and Scott La Faro with Miroslav Vitous (Jazzpoint, 1987)
- Air Dancing (Jazzpoint, 1988)
- Toku Do (Muse, 1988)
- Dragon Gate (Shanachie, 1989)
- Visions in Blue: Coryell Plays Ravel & Gershwin (Little Major, 1989)
- Shining Hour (Muse, 1989)
- American Odyssey (DRG, 1990)
- Don Lanphere/Larry Coryell (Hep, 1990)
- Twelve Frets to One Octave (Shanachie, 1991)
- Live from Bahia (CTI, 1992)
- Fallen Angel (CTI, 1993)
- I'll Be Over You (CTI, 1995)
- Spaces Revisited (Shanachie, 1997)
- Cause and Effect with Steve Smith, Tom Coster, (Tone Center, 1998)
- Private Concert (Acoutic Music Records, 1999)
- Monk, Trane, Miles & Me (HighNote, 1999)
- From the Ashes with L. Subrahaniam (Water Lily Acoustics, 1999)
- The Coryells (Chesky, 2000)
- New High (HighNote, 2000)
- Moonlight Whispers (Pastels, 2001)
- Count's Jam Band Reunion with Steve Marcus, Steve Smith, Kai Eckhardt (Tone Center, 2001)
- Inner Urge (HighNote, 2001)
- Cedars of Avalon (HighNote, 2002)
- Tricycles (In+Out, 2003)
- The Power Trio Live in Chicago (HighNote, 2003)
- Three Guitars with Badi Assad, John Abercrombie (Chesky, 2003)
- Electric with Victor Bailey, Lenny White (Chesky, 2005)
- Traffic with Victor Bailey, Lenny White (Chesky, 2006)
- Laid Back & Blues (Rhombus, 2006)
- Impressions: The New York Sessions (Chesky, 2008)
- Earthquake at the Avalon (In-Akustik, 2009)
- Montgomery (Patuxent Music, 2011)
- Larry Coryell with the Wide Hive Players (Wide Hive, 2011)
- Duality with Kenny Drew Jr. (Random Act, 2011)
- The Lift (Wide Hive, 2013)
- Heavy Feel (Wide Hive, 2015)
- Barefoot Man: Sanpaku (Purple Pyramid, 2016)
- Seven Secrets with Eleventh House (Savoy, 2016)
- Last Swing with Ireland Larry Coryell Trio (AngelFire, 2021)

Avec The Free Spirits
- Out of Sight and Sound (ABC, 1967)
- Live at the Scene (Sunbeam, 2011)

### Albums Studio
- Introducing The Eleventh House with Larry Coryell (Vanguard, 1974)
- Level One (Arista, 1975)
- Aspects (Arista, 1976)
- Seven Secrets (Savoy, 2017)

### Albums live
- Larry Coryell & The Eleventh House At Montreux (Vanguard, 1978 Enregistré le 4 Ji<uillet 1974)
- Larry Coryell & The Eleventh House January 1975 (2014)
- Live At The Jazz Workshop (July 1975) (2015)
- The Funky Waltz (Jazz Workshop, Boston 1973) (2016)

## DVD
- Meeting Of The Spirits (2019) - Enregistré au Royal Albert Hall de Londres, le 14 février 1974.

Avec Fuse One
- Fuse One (CTI, 1980)
- Ice (Electric Bird, 1984)

### Comme invité
Gary Burton
- Duster (RCA Victor, 1967)
- Lofty Fake Anagram (RCA Victor, 1967)
- Gary Burton Quartet in Concert (RCA Victor, 1968)
- A Genuine Tong Funeral (RCAVictor, 1968)

Herbie Mann
- Memphis Underground (Atlantic, 1969)
- Memphis Two-Step (Embryo, 1971)
- Mellow (Atlantic, 1981)

Charles Mingus
- Three or Four Shades of Blues (Atlantic, 1977)
- Me Myself An Eye (Atlantic, 1979)
- Something Like a Bird (Atlantic, 1980)

Don Sebesky
- Don Sebesky & the Jazz Rock Syndrome (Verve, 1968)
- The Distant Galaxy (Verve, 1968)
- I Remember Bill (RCA Victor, 1998)

L. Subramaniam
- Blossom (Crusaders, 1981)
- Spanish Wave (Milestone, 1983)
- Mani & Co. (Milestone, 1986)

Participations
- The 5th Dimension, Earthbound (ABC, 1975)
- Laurindo Almeida, Sharon Isbin, 3 Guitars 3 (Pro Arte, 1985)
- Jon Anderson, 1000 Hands Chapter One (Opio Media 2019)
- Chet Baker, Chet Baker / Wolfgang Lackerschmid (Sandra, 1980)
- Bob Baldwin (en), Cool Breeze (Shanachie, 1997)
- Randy Brecker, Score (Solid State, 1969)
- Charlie Byrd, Herb Ellis, Mundell Lowe, The Return of the Great Guitars (Concord Jazz, 1996)
- Royce Campbell, Six by Six (Paddle Wheel/King, 1994)
- Ron Carter, In Memory of Jim (Somethin' Else, 2014)
- Billy Cobham, By Design (Fnac Music, 1992)
- Tom Collier (en), Across the Bridge (Origin, 2015)
- Wolfgang Dauner, Knirsch (MPS, 1972)
- Joey DeFrancesco, Wonderful! Wonderful! (HighNote, 2012)
- Paco de Lucia, Castro Marín (Philips, 1981)
- Paco de Lucia, Entre Dos Aguas (Philips, 1983)
- Al Di Meola, Super Guitar Trio and Friends (TDK, 2001)
- Roman Miroshnichenko, Surreal (7Jazz, 2013)
- Tim Eyermann, Now & Then (Living Tree, 1998)
- Tal Farlow, All Strings Attached (Verve, 1987)
- Ricky Ford, Future's Gold (Muse, 1983)
- David Garfield, Jazz Outside the Box (Creatchy, 2018)
- Art Garfunkel, Up 'Til Now (Columbia, 1993)
- Stu Goldberg, Solos-Duos-Trios (MPS, 1978)
- Stephane Grappelli, Young Django (MPS, 1979)
- Stefan Grossman, Friends Forever Guitar Collaborations (2008)
- Chico Hamilton, The Dealer (Impulse!, 1965)
- Roland Hanna, Gershwin Carmichael Cats (CTI, 1982)
- Donald Harrison, The Power of Cool (CTI, 1991)
- Jazz Composer's Orchestra, The Jazz Composer's Orchestra (JCOA, 1968)
- Fumio Karashima, Round Midnight (Full House, 1983)
- Ithamara Koorax, Ithamara Koorax Sings the Luiz Bonfa Songbook (Paddle Wheel 1996)
- Bireli Lagrene, & Special Guests (In-Akustik, 1986)
- Arnie Lawrence, Look Toward a Dream (Project 3, 1968)
- Bob Moses (en), Love Animal (Amulet, 2003)
- Teo Macero, Impressions of Charles Mingus (Palo Alto, 1983)
- Teo Macero, Acoustical Suspension (Doctor Jazz 1985)
- Leslie Mándoki, Children of Hope (Gong, 1986)
- Leslie Mándoki, Out of Key... with the Time (Sony, 2002)
- Michael Mantler, Movies (WATT Works, 1978)
- Steve Marcus, Tomorrow Never Knows (Vortex, 1968)
- Steve Marcus, Count's Rock Band (Vortex, 1969)
- John McLaughlin, Paco de Lucia, Meeting of the Spirits (Alpha Centauri 1982)
- Alphonse Mouzon, The Sky Is the Limit (Tenacious, 1996)
- Mark Murphy, September Ballads (Milestone, 1988)
- Chico O'Farrill, Nine Flags (Impulse!, 1966)
- Anca Parghel, Jazz, My Secret Soul (Intercont Music, 1994)
- Jim Pepper, Pepper's Pow Wow (Embryo, 1971)
- Sonny Rollins, Don't Ask (Milestone, 1979)
- Sigi Schwab, Solo's Duo's and Trio's (Keytone, 1982)
- Dylan Taylor, One in Mind (Blujazz, 2017)
- Leon Thomas, Blues and the Soulful Truth (Flying Dutchman, 1972)
- Leon Thomas, Facets (Flying Dutchman, 1973)
- Bob thompson (en), Wilderness (Intima, 1989)
- Brian Tarquin, Orlando in Heaven (Purple Pyramid 2017)
- Michal Urbaniak, Fusion III (CBS, 1975)
- Michal Urbaniak, Miles of Blue (Sony, 2009)
- Eddie Cleanhead Vinson, You Can't Make Love Alone (Mega/Flying Dutchman, 1971)
- Jack Walrath, Out of the Tradition (Muse, 1992)
- Kazumi Watanabe, Dogatana (Better Days, 1981)
- Kazumi Watanabe, One for All (EmArcy, 1999)
- Jimmy Webb, And So: On (Reprise, 1971)
- Lenny White, Venusian Summer (Nemperor, 1975)
- Kazuhito Yamashita, The Four Seasons (BMG, 2004)
- Larry Young, Spaceball (Arista, 1976)